# Laboratorium chemiczno-radiometryczne LChR-1
Laboratorium chemiczno-radiometryczne LChR-1 – polskie laboratorium wojskowe przeznaczone do prowadzenia analiz środków trujących, środków dywersyjno-sabotażowych, oceny skażeń promieniotwórczych, środków odkażających, zapalających i dymotwórczych.

## Charakterystyka laboratorium
Laboratorium chemiczno-radiometryczne LChR-1 zostało zaprojektowane w połowie lat 80. XX w. przez zespół naukowców Wojskowego Instytutu Chemii i Radiometrii i zastąpiło znajdujące się dotąd w wyposażeniu wojsk laboratoria armijne AL-4 i AL-3. Producentem były Wojskowe Zakłady Motoryzacyjne nr 4 we Wrocławiu. Wyposażenie specjalistyczne zamontowano na samochodzie STAR-266 z nadwoziem Sarna II i w jednoosiowej przyczepie PN-1,5. Obsługują je cztery osoby. Znajduje również zastosowanie przy usuwaniu awarii przemysłowych czy likwidacji toksycznych odpadów przemysłowych.

## Wyposażenie specjalistyczne
W skład laboratorium wchodzą:
- aparatura analityczna do badań chemicznych i promieniotwórczych
- systemy:
  - energetyczny,
  - oświetleniowy,
  - wodno-kanalizacyjny,
  - wyciągowy,
  - filtrowentylacyjny,
  - próżniowy,
  - gazowy.